# Luciano Barca
Luciano Barca (Roma, 21 novembre 1920 – Roma, 7 novembre 2012) è stato un giornalista, scrittore, partigiano e politico italiano.

## Biografia
Partecipa alla II guerra mondiale come ufficiale della Regia Marina a bordo del sommergibile "Ambra" facente parte della Xª Flottiglia MAS, decorato per la partecipazione ad azioni di incursione nei porti inglesi del Mediterraneo con l'utilizzo dei Siluri a Lenta Corsa (SLC).
Nei giorni immediatamente successivi alla dichiarazione di armistizio dell'Italia, il 10 settembre 1943 al largo di Bastia nel corso di uno scontro tra il sommergibile H2, in cui è imbarcato, e un MAS tedesco sfuggito al fuoco di Fecia di Cossato, contro la decisione del comandante di arrendersi, il giovanissimo Guardiamarina guida un ammutinamento assumendo il comando facendo successivamente rotta per Malta per essere poi definitivamente destinato nella base di sommergibili inglese denominata "Midway II" a Beirut.
Nel 1944 si avvicina al Partito Comunista Italiano, partecipando alla Resistenza. Alla conclusione della guerra parte per Torino e aderisce al movimento della Sinistra Cristiana, del quale assume la rappresentanza nel CLN del Piemonte. Nel novembre del 1945, a Roma, sostiene la mozione che porterà alla confluenza del movimento all'interno del PCI, a cui si iscrive nello stesso anno.

### Attività politica
Iscritto al PCI nel 1945, è eletto nel 1956 nel Comitato Centrale ed entra nel 1960 nella segreteria nazionale del partito. Dall'ottobre del 1958 è direttore della rivista Politica ed Economia. Dal 1963 al 1987 è deputato al Parlamento, mentre dal 1987 fino al 1992 è senatore. È stato vicepresidente della Commissione Bilancio della Camera, presidente della Commissione bicamerale per il Mezzogiorno nei difficili anni del passaggio dalla Cassa all'intervento ordinario e dal 1965 al 1970 è stato vicepresidente del gruppo del PCI alla Camera. La sua carriera giornalistica lo porta alla direzione sia de l'Unità, sia di Rinascita.
Membro della Direzione del PCI e responsabile della Commissione economica, è uno stretto collaboratore di Enrico Berlinguer dal 1970 al 1980. Contrario al modo in cui fu attuata la svolta della Bolognina, che porta il PCI a trasformarsi in Partito Democratico della Sinistra, esce dal partito Democratici di Sinistra nel 1998, pur continuando a militare nella sinistra. Dal 1990 è presidente dell'Associazione culturale ONLUS "Etica ed Economia".

### Vita privata
Sposato con la fisica nucleare Gloria Campos Venuti (1928-2012), sorella dell'urbanista Giuseppe, ha avuto tre figli: Fabrizio, economista e politico, Ministro per la coesione territoriale del governo Monti, dal 16 novembre 2011 al 28 aprile 2013, Flavia e Federico.
Muore nel novembre 2012, due settimane prima di compiere 92 anni.

## Opere
- Il meccanismo unico, Editori Riuniti, 1968.
- Dizionario di politica economica, Editori Riuniti, 1974 (nuova edizione, 1979).
- L'Italia delle banche. con Gianni Manghetti. Editori Riuniti, 1976.
- Le classi intermedie. Bisogni vizi virtù, Editori Riuniti, 1989.
- L'eresia di Berlinguer. Un programma fondamentalmente non scritto, Edizioni Sisifo, 1992
- L'economia della corruzione, con Sandro Trento, Laterza, 1994. ISBN 8842044016;
- Da Smith con simpatia. Mercato, capitalismo, Stato sociale, Editori Riuniti, 1997. ISBN 8835941865;
- Del capitalismo e dell'arte di costruire ponti, Donzelli, 2000. ISBN 8879895354;
- Buscando per mare con la Decima Mas, Editori Riuniti, 2001. ISBN 8835951011;
- Legittimare l'Europa. Diritti sociali e crescita economica, con Maurizio Franzini, Il Mulino, 2005. ISBN 8815105891;
- Cronache dall'interno del vertice del PCI vol. 1-3: Con Togliatti e Longo-Con Berlinguer-La crisi del PCI e l'effetto domino, Rubbettino, 2005. ISBN 8849812574.